# Дідьє Сікс
Дідьє́ Сікс (фр. Didier Six, нар. 21 серпня 1954, Лілль) — колишній французький футболіст, нападник, фланговий півзахисник.
Грав у багатьох французьких клубах, а також за кордоном, зокрема в «Штутгарті», «Астон Віллі» та «Галатасараї». Виступав за національну збірну Франції. Чемпіон Європи 1984 року. Учасник фінальних турнірів чемпіонатів світу з футболу 1978 та 1982.
По завершенні ігрової кар'єри — футбольний тренер, з 2019 року очолює тренерський штаб збірної Гвінеї.

## Клубна кар'єра
За 8 сезонів проведених у першому дивізіоні — Д 1 виступав за такі клуби: «Валансьєн», «Ланс», «Олімпік» (Марсель), «Страсбур» та «Мец». Всього за цей період він зіграв 233 гри та забив 57 голів. Проте чемпіоном Франції чи володарем Кубку не став. Найкращий результат в чемпіонаті — 6-те місце в складі «Меца» в сезоні 1985-86.
Характерна особливість клубної кар'єри — в основному на сезон (а деколи і на пів сезону) затримувався в складі тієї чи іншої команди, як у Франції, так і за кордоном. Саме за кордоном, в Туреччині, Дідьє Сікс став переможцем національного чемпіонату в сезоні 1987-88 та володарем Суперкубку Туреччини 1988.

## Єврокубки
Провів всього 3 сезони у клубних турнірах УЄФА, зігравши  10 ігор та відзначившись трьома м'ячами. Всі виступи проходили в розіграші Кубка УЄФА, незважаючи на те, що кожен старт був у новій команді. Найкращий результат на євроарені — 1/8 фіналу у сезоні 1977–78.
Дебют у єврокубках відбувся 14 вересня 1977 року в Лансі на стадіоні «Фелікс Боллар» у першій грі 1/32 фіналу Кубка УЄФА проти «Мальме» — 4:1. 
У наступному раунді жереб звів «Ланс» з римським «Лаціо». Програвши в Італії — 0:2, вдома французи вщент рогромили «лаціалі» — 6:0. Вклад Дідьє досить солідний — хет-трик на його рахунку. Більше він в євротурнірах не забивав.
Ще був безуспішний сезон 1981–82 зі «Штутгартом». Сікс з товаришами були безпорадними проти «Хайдука». 
Останні матчі в клубній Європі були зіграніі в складі «Меца» восени 1985 року. Жереб знову звів Сікса та його новий клуб з югославським «Хайдуком». І знову, як і чотири роки перед цим, далі пройшли хорвати.

### Статистика виступів у єврокубках по сезонах
| Сезон             | Клуб              | Турнір       | Досягнення   | Матчі | Перемоги | Нічиї | Поразки | Голи |
| ----------------- | ----------------- | ------------ | ------------ | ----- | -------- | ----- | ------- | ---- |
| 1977-78           | «Ланс»            | Кубок УЄФА   | 1/8 фіналу   | 6     | 3        | 0     | 3       | 3    |
| 1981-82           | «Штутгарт»        | Кубок УЄФА   | 1/32 фіналу  | 2     | 0        | 1     | 1       | 0    |
| 1985-86           | «Мец»             | Кубок УЄФА   | 1/32 фіналу  | 2     | 0        | 1     | 1       | 0    |
| ВСЬОГО за кар'єру | ВСЬОГО за кар'єру | 3 євросезони | 3 євросезони | 10    | 3        | 2     | 5       | 3    |

### Статистика по турнірах
| Турнір          | Сезони | Матчі | Перемоги | Нічиї | Поразки | Голи |
| --------------- | ------ | ----- | -------- | ----- | ------- | ---- |
| Кубок чемпіонів | —      | —     | —        | —     | —       | —    |
| Кубок кубків    | —      | —     | —        | —     | —       | —    |
| Кубок УЄФА      | 3      | 10    | 3        | 2     | 5       | 3    |

## Виступи за збірну
За 8 років у збірній (з 1976 по 1984) провів 52 гри і забив 13 м'ячів. Чемпіон Європи 1984 року. Учасник чемпіонату світу у Аргентині у 1978 та чемпіонату світу у Іспанії у 1982 роках. 
Дебют у збірній — товариська гра зі збірною Чехословаччини на Парк де Пренс 27 березня 1976 року. А перший гол за збірну забив 23 квітня 1977 року в Женеві також у товариському двобої зі швейцарцями — 4:0 виграли французи. Останній — 31 травня 1983 року у ворота Бельгії — 1:1. 
На мундіалях зіграв у 12 поєдинках, забивши два голи. Перший гол: у груповому матчі чемпіонату світу 1982 з Кувейтом, допомігши збірній Франції впевнено здолати суперника — 4:1. Другий — також у цій же групі з Чехословаччиною, відкривши рахунок у грі — 1:1. У  відомому півфіналі 8 липня 1982 року в Севільї проти ФРН — 3:3 (4:5), у серії післяматчевих пенальті свій удар не реалізував — Шумахер парирував.
На Чемпіонаті Європи у рідній Франції 1984 року зіграв у 3 матчах, голів не забивав. Півфіал з Португалією — 3:2 (у додатковий час) був останнім у складі «синіх».
| Голи Дідьє Сікса за збірну Франції | Голи Дідьє Сікса за збірну Франції | Голи Дідьє Сікса за збірну Франції | Голи Дідьє Сікса за збірну Франції | Голи Дідьє Сікса за збірну Франції | Голи Дідьє Сікса за збірну Франції | Голи Дідьє Сікса за збірну Франції |
| №                                  | Дата                               | Місце проведення                   | Турнір                             | Суперник                           | Голи                               | Рахунок гри                        |
| ---------------------------------- | ---------------------------------- | ---------------------------------- | ---------------------------------- | ---------------------------------- | ---------------------------------- | ---------------------------------- |
| 1                                  | 23 квітня 1977                     | Женева, «Стад-де-Шарміль»          | Товариський                        | Швейцарія                          | 0:3                                | 0:4                                |
| 2                                  | 30 червня 1977                     | Ріо-де-Жанейро, «Маракана»         | Товариський                        | Бразилія                           | 2:1                                | 2:2                                |
| 3                                  | 11 травня 1978                     | Тулуза, Муніципальний стадіон      | Товариський                        | Іран                               | 2:1                                | 2:1                                |
| 4                                  | 1 вересня 1978                     | Париж, «Парк де Пренс»             | Кваліф. ЧЄ-1980                    | Швеція                             | 2:1                                | 2:2                                |
| 5                                  | 7 жовтня 1978                      | Люксембург, Муніципальний стадіон  | Кваліф. ЧЄ-1980                    | Люксембург                         | 1:0                                | 3:1                                |
| 6                                  | 2 травня 1979                      | Іст-Ратерфорд, «Джаєнтс Стедіум»   | Товариський                        | США                                | 6:0                                | 6:0                                |
| 7                                  | 11 жовтня 1980                     | Лімасол, «Ціріон»                  | Кваліф. ЧС-1982                    | Кіпр                               | 6:0                                | 7:0                                |
| 8                                  | 29 квітня 1981                     | Париж, «Парк де Пренс»             | Кваліф. ЧС-1982                    | Бельгія                            | 2:1                                | 3:1                                |
| 9                                  | 15 травня 1981                     | Париж, Парк де Пренс               | Товариський                        | Бразилія                           | 1:3                                | 1:3                                |
| 10                                 | 18 листопада 1981                  | Париж, «Парк де Пренс»             | Кваліф. ЧС-1982                    | Нідерланди                         | 2:0                                | 2:0                                |
| 11                                 | 21 червня 1982                     | Вальядолід, «Хосе Соррилья»        | ЧС-1982                            | Кувейт                             | 3:0                                | 4:1                                |
| 12                                 | 24 червня 1982                     | Вальядолід, «Хосе Соррилья»        | ЧС-1982                            | Чехословаччина                     | 1:0                                | 1:1                                |
| 13                                 | 31 травня 1983                     | Люксембург, Муніципальний стадіон  | Товариський                        | Бельгія                            | 1:1                                | 1:1                                |

### Статистика матчів за збірну
| Турнір           | Матчі | Перемоги | Нічиї | Поразки | Голи |
| ---------------- | ----- | -------- | ----- | ------- | ---- |
| Товариські матчі | 26    | 14       | 7     | 5       | 6    |
| Чемпіонат Європи | 3     | 3        | 0     | 0       | 0    |
| Кваліфікація ЧЄ  | 2     | 1        | 1     | 0       | 2    |
| Чемпіонат світу  | 10    | 4        | 2     | 4       | 2    |
| Кваліфікація ЧС  | 11    | 7        | 1     | 3       | 3    |
| ВСЬОГО           | 52    | 29       | 11    | 12      | 13   |

### На чемпіонатах світу та Європи
У складі збірної був учасником:
- чемпіонату світу 1978 року в Аргентині, на якому «сині» посіли 3-е місце в групі;
- чемпіонату світу 1982 року в Іспанії, на якому французи були 4-ми;
- чемпіонату Європи 1984 року у Франції, здобувши титул чемпіона.

| Рік  | Турнір           | Місце | Матчі | Перемоги | Нічиї | Поразки | Голи |
| ---- | ---------------- | ----- | ----- | -------- | ----- | ------- | ---- |
| 1978 | Чемпіонат світу  | 12    | 3     | 1        | 0     | 2       | 0    |
| 1982 | Чемпіонат світу  | 4     | 7     | 3        | 2     | 2       | 2    |
| 1984 | Чемпіонат Європи |       | 3     | 3        | 0     | 0       | 0    |

## Титули і досягнення
- Чемпіон Туреччини (1):

«Галатасарай»: 1987-88
- Володар Суперкубку Туреччини (1):

«Галатасарай»: 1988
- Чемпіон Європи (1):

Франція: 1984